# Every Morning (Sugar Ray)
Every Morning è un singolo del gruppo musicale statunitense Sugar Ray, pubblicato il 16 marzo 1999 come primo estratto dall'album 14:59.

## Tracce
CD Singolo
1. Every Morning – 3:39
2. Even Though – 2:35

12"
1. Every Morning (Album Mix) – 3:38
2. Every Morning (Instrumental) – 3:37
3. Every Morning (Acapella) – 3:16
4. Someday (Album Mix) – 4:02
5. Someday (Instrumental) – 4:07
6. Someday (Acapella) – 3:49

## Classifiche

### Classifiche settimanali
| Classifica (1999) | Posizione massima |
| ----------------- | ----------------- |
| Australia         | 17                |
| Germania          | 86                |
| Nuova Zelanda     | 17                |
| Regno Unito       | 10                |
| Stati Uniti       | 3                 |

### Classifiche di fine anno
| Classifica (1999) | Posizione |
| ----------------- | --------- |
| Australia         | 62        |